# 13 апреля
13 апреля — 103-й день года (104-й в високосные годы) по григорианскому календарю.
До конца года остаётся 262 дня.
До 15 октября 1582 года — 13 апреля по юлианскому календарю, с 15 октября 1582 года — 13 апреля по григорианскому календарю.
В XX и XXI веках соответствует 31 марта по юлианскому календарю.

## Праздники и памятные дни

### Международные
- Всемирный день рок-н-ролла[2].

### Национальные
- США — день рождения Томаса Джефферсона.
- Таиланд,  Непал — Сонгкран (Новый год[3]).
- Чад — Национальный день.
- Россия — День мецената и благотворителя[4].

### Религиозные

#### Католические
- Память Мартина исповедника, папы римского.
- Память святого мученика Ерминингельда.
- Память святого Урса, епископа Равенны.
- Память святого Виннока.

#### Православные[5][6]
- Память священномученика Ипатия, епископа Гангрского (около 326 года);
- Память святителя Ионы, митрополита Московского и всея России, чудотворца (1461 год);
- Память святителя Иннокентия, митрополита Московского (1879 год);
- Память преподобного Ипатия Печерского, целебника, в Дальних пещерах (XIV век);
- Память преподобного Аполлония Египетского (IV век);
- Память священномучеников Авды, епископа Персидского, и Вениамина, диакона (418—424 годы);
- Память преподобного Ипатия, игумена Руфианского (около 446 года);
- Память священномученика Иоанна Блюмовича пресвитера (1938 год).

### Именины
- Православные: Вениамин, Иннокентий, Иона, Ипатий, Мария.
- Католические: Мартин, Пшемыслав, Пшибыслав.

## События
См. также: Категория:События 13 апреля

### До XIX века
- 710 — императрица Гэммэй перенесла столицу древней Японии из Фудзиваракё в Хэйдзё-кё[7].
- 1111 — Генрих V коронован императором Священной Римской империи.
- 1436 — войска Артура де Ришмона взяли приступом ворота Сен-Жак и вошли в Париж.
- 1598 — подписание французским королём Генрихом IV Нантского эдикта. Предоставление свободы вероисповедания французским гугенотам. Завершение Религиозных войн во Франции.
- 1640 — собрался Короткий парламент в Англии.
- 1759 — победа французов в Битве при Бергене.

### XIX век
- 1829 — Георг IV одобрил Акт об эмансипации, который предоставил свободу вероисповедания католикам.
- 1830 — окончание работ по составлению первого Полного собрания законов Российской империи.

### XX век
- 1902 — в Петербурге испытали первый в России троллейбус.
- 1904 — у Порт-Артура при взрыве броненосца «Петропавловск» погибли художник Василий Верещагин и вице-адмирал Степан Макаров.
- 1916 — в Фили переведён Русско-Балтийский автомобильный завод (ныне ГКНПЦ имени М. В. Хруничева).
- 1918 — генерал Лавр Корнилов убит при штурме Екатеринодара.
- 1919
  - создано Временное правительство Республики Корея.
  - разгром контрреволюционного мятежа в Мюнхене. Создание Баварской Советской Республики во главе с коммунистами.
  - Амритсарская бойня на севере Индии.
- 1925 — состоялось открытие первой в мире регулярной грузовой авиалинии Детройт — Чикаго (США). Организатор — Генри Форд. Самолёты перевозили комплектацию для его автомобильных заводов.
- 1928 — в Киеве прошла премьера фильма Александра Довженко «Звенигора».
- 1932 — Совет Народных Комиссаров СССР принял постановление «О строительстве Байкало-Амурской железной дороги»
- 1934
  - в Саратове обрушился строящийся железнодорожный мост через Волгу. Утонуло около 150 человек.
  - завершена операция по спасению экипажа и участников экспедиции парохода «Челюскин».
- 1939 — в Яньане впервые исполнена кантата Сянь Синхая «Жёлтая река»[8].
- 1941 — подписание советско-японского Пакта о ненападении.
- 1943
  - Торжественное открытие в Вашингтоне Мемориала Томасу Джефферсону.
  - Сообщение берлинского радио о найденных в Катынском лесу массовых захоронениях польских офицеров. Подчёркивалось, что Катынский расстрел был проведён органами НКВД весной 1940 года.
- 1944
  - Вторая мировая война: войсками 51-й армии от немецких захватчиков освобождён Симферополь.
  - Установлены дипломатические отношения между Новой Зеландией и СССР.
- 1945 — Вторая мировая война: войска 2-го и 3-го Украинских фронтов заняли Вену.
- 1948 — Арабо-израильская война: нападение на медицинский конвой в Хадассу.
- 1953 — директор ЦРУ Аллен Даллес отдал приказ о начале секретного проекта «МК-Ультра».
- 1954 — советский дипломат Владимир Петров получил политическое убежище в Австралии.
- 1964
  - Сидни Пуатье стал первым в истории афроамериканцем, получившим премию «Оскар» за лучшую мужскую роль (за фильм «Полевые лилии»)
  - На Кавказе произошла авиакатастрофа военного Ан-8. Погибли 6 человек.
- 1967 — первое выступление The Rolling Stones за «железным занавесом» в Варшаве.
- 1970 — авария в космосе: взрыв кислородного баллона на Аполлоне-13.
- 1975
  - Столкновения в Бейруте между палестинскими боевиками и отрядами христианской партии «Катаиб», давшие начало гражданской войне в Ливане.
  - Переворот в Чаде.
- 1976 — взрыв на фабрике боеприпасов в финском Лапуа, 40 погибших.
- 1990 — сообщение ТАСС, признающее ответственность НКВД за трагедию в Катынском лесу.
- 1992 — начало просветительского вещания телеканала «Российские университеты».
- 1996 — израильский вертолёт Apache атаковал ракетами медицинскую машину в Мансури в Южном Ливане, в результате погибли 4 ребенка и 2 женщины.
- 1997 — 21-летний гольфист Тайгер Вудс стал самым молодым в истории победителем турнира Мастерс.

### XXI век
- 2013 — авария Boeing 737 в Денпасаре: при посадке самолёт компании Lion Air выкатился с полосы и упал в море, 46 человек пострадали.
- 2017 — американцы впервые сбросили сверхмощную фугасную авиабомбу GBU-43/B Massive Ordnance Air Blast в афганской провинции Нангархар с целью уничтожить подземный объект «Исламского государства». Погибло около 100 человек.
- 2024 — удары Ирана по Израилю.
- 2025 — ВС РФ нанесли ракетный удар по Сумам, в результате которого было убито не менее 34 человек и не менее 117 человек было ранено.

## Родились
См. также: Категория:Родившиеся 13 апреля

### До XVIII века
- 1229 — Людвиг II Строгий (ум. 1294), герцог Баварии (с 1253), из династии Виттельсбахов.
- 1458 — Иоганн II (ум. 1521), герцог Клевский и граф Марка (1481—1521).
- 1506 — Пьер Фавр (ум. 1546), один из основателей ордена иезуитов.
- 1519 — Екатерина Медичи (ум. 1589), королева Франции (1547—1559).
- 1570 — Гай Фокс (ум. 1606), английский дворянин, самый знаменитый участник Порохового заговора.
- 1593 — Томас Уэнтуорт, 1-й граф Страффорд (казнён в 1641), английский государственный деятель.

### XVIII век
- 1732 — Фредерик Норт (ум. 1792), 12-й премьер-министр Великобритании (1770—1782).
- 1743 — Томас Джефферсон (ум. 1826), 3-й президент США (1801—1809), один из отцов-основателей Соединённых Штатов.
- 1748 — Джозеф Брама (ум. 1814), английский изобретатель, один из основателей гидротехники.
- 1764 — Лоран де Гувион Сен-Сир (ум. 1830), маршал Империи (с 1812), военный министр Франции (1815 и 1817—1819).
- 1771 — Ричард Тревитик (ум. 1833), английский изобретатель, построивший первый в мире паровоз.
- 1798 — Василий Карпов (ум. 1867), русский философ, переводчик, духовный деятель.
- 1799 — Людвиг Рельштаб (ум. 1860), немецкий литератор, автор исторических развлекательных романов, сатирик, драматург, музыкальный критик.

### XIX век
- 1808 — Антонио Меуччи (ум. 1889), итальянский учёный, подлинный изобретатель телефона.
- 1817 — Джордж Якоб Холиок (ум. 1906), английский публицист и деятель рабочего движения.
- 1830 — Эдуард Лассен (ум. 1904), датский композитор, дирижёр и музыкальный педагог.
- 1845 — Рихард Ассман (ум. 1918), немецкий метеоролог и аэролог, изобретатель психрометра.
- 1866 — великий князь Александр Михайлович (ум. 1933), адмирал, организатор русской авиации, внук императора Николая I.
- 1866 — Александр Ахметели (расстрелян в 1937), театральный режиссёр, народный артист Грузинской ССР.
- 1868 — Мария Долина (наст. фамилия Саюшкина, в замужестве Горленко; ум. 1919), русская певица (контральто).
- 1870 — Семён Дуван (ум. 1957), российский благотворитель, городской голова Евпатории.
- 1881 — Людвиг Бинсвангер (ум. 1966), швейцарский психиатр.
- 1883
  - Александр Александров (ум. 1946), дирижёр, композитор, педагог, автор музыки гимна СССР и России, организатор и руководитель Краснознамённого ансамбля песни и пляски Советской Армии.
  - Демьян Бедный (наст. имя Ефим Алексеевич Придворов; ум. 1945), русский советский поэт и писатель-прозаик.
- 1885 — Дьёрдь Лукач (ум. 1971), венгерский философ-марксист, литературный критик.
- 1886 — Фёдор Баранов (ум. 1965), русский советский учёный, основоположник науки о промышленном рыболовстве.
- 1887 — Иван Кавалеридзе (ум. 1978), украинский советский скульптор, режиссёр театра и кино, сценарист, драматург.
- 1889 — Оскар Маурус Фонтана (ум. 1969), австрийский писатель, драматург, очеркист.
- 1892 — Роберт Уотсон-Уотт (ум. 1973), шотландский физик, изобретатель радара (1935).
- 1897 — Эдуард Тиссэ (ум. 1961), советский кинооператор, основоположник русской операторской школы.
- 1899 — Александр Давиденко (ум. 1934), советский пролетарский композитор.

### XX век
- 1901 — Жак Лакан (ум. 1981), французский психиатр, психоаналитик и философ.
- 1904 — Александр Жаров (ум. 1984), русский советский поэт.
- 1906 — Сэмюэл Беккет (ум. 1989), ирландский и французский писатель, лауреат Нобелевской премии (1969).
- 1909 — Юдора Уэлти (ум. 2001), американская писательница и фотограф.
- 1927 — Морис Роне (наст. имя Морис Жюльен Мари Робине; ум. 1983), французский актёр и режиссёр театра и кино, сценарист.
- 1930 — Серджиу Николаеску (ум. 2013), румынский кинорежиссёр, сценарист и актёр.
- 1931
  - Юрий Мажуга (ум. 2022), советский и украинский актёр театра и кино, педагог, народный артист СССР.
  - Дэн Герни (ум. 2018), американский автогонщик, пилот «Формулы-1».
- 1933 — Василий Барановский, советский и русский писатель, историк старообрядчества.
- 1934 — Наталья Дурова (ум. 2007), цирковая артистка, дрессировщица, писательница, народная артистка СССР.
- 1935 — Михаил Гаспаров (ум. 2005), советский и российский литературовед и филолог, академик РАН.
- 1936 — Евгений Александров, советский и российский физик-экспериментатор, академик РАН.
- 1937 — Джереми Острайкер (ум. 2025), американский теоретик-астрофизик и космолог, основоположник теории тёмного вещества; член НАН США (1974) и Американского философского общества (1994).
- 1939
  - Пол Сорвино (ум. 2022), американский актёр кино и телевидения («Взрыватель»).
  - Шеймас Хини (ум. 2013), ирландский писатель, поэт, переводчик, лауреат Нобелевской премии (1995).
- 1940
  - Владимир Косма, французский композитор, кинокомпозитор, скрипач и дирижёр.
  - Жан-Мари Гюстав Ле Клезио, французский писатель, лауреат Нобелевской премии (2008).
- 1942 — Билл Конти, американский композитор и дирижёр, автор музыки к фильмам.
- 1946 — Эл Грин, американский соул-певец и композитор.
- 1948 — Михаил Шуфутинский, американский, советский и российский певец, пианист, музыкальный продюсер.
- 1951 — Питер Дэвисон, английский актёр, известен ролью Пятого Доктора в телесериале «Доктор Кто».
- 1952 — Александр Кутиков, советский и российский музыкант, бас-гитарист, певец и композитор группы «Машина времени».
- 1954 — Роберто Динамит, бразильский футболист.
- 1955 — Ирина Хакамада, российский экономист, политик, журналистка, публицист.
- 1960 — Руди Фёллер, немецкий футболист, чемпион мира (1990), футбольный тренер.
- 1961 — Иньяцио Кассис, швейцарский политик, президент Швейцарии (2022).
- 1963 — Гарри Каспаров, советский и российский шахматист и политик, 13-й чемпион мира по шахматам.
- 1964 — Доку Умаров (убит в 2013), чеченский сепаратист-исламист.
- 1965 — Нина Гаврылюк, советская и российская лыжница, трёхкратная олимпийская чемпионка, 6-кратная чемпионка мира.
- 1968 — Жанна Балибар, французская актриса театра и кино, певица, обладательница премии «Сезар».
- 1970 — Сильвестр Чоллань (ум. 2022), венгерский гимнаст, олимпийский чемпион (2000).
- 1971 — Дина Корзун, российская актриса театра и кино, сценарист, продюсер, общественный деятель.
- 1973 — Сергей Шнуров, российский рок-музыкант, поэт, киноактёр, телеведущий, художник и общественный деятель.
- 1975
  - Лу Бега (наст. имя Давид Лубега), немецкий певец.
  - Татьяна Навка, российская фигуристка, чемпионка мира (2004, 2005) и Олимпийских игр (2006) в танцах на льду.
- 1976 — Патрик Элиаш, чешский хоккеист, двукратный обладатель Кубка Стэнли.
- 1978 — Карлес Пуйоль, испанский футболист, чемпион мира (2010) и Европы (2008).
- 1983 — Клаудио Браво, чилийский футболист (вратарь), двукратный победитель Кубка Америки.
- 1993 — Ханна Маркс, американская актриса кино и телевидения.

## Скончались
См. также: Категория:Умершие 13 апреля

### До XIX века
- 814 — Крум, хан болгар (c 802 года).
- 1445 — Людвиг VIII (р. 1403), герцог Баварско-Ингольштадтский.
- 1592 — Бартоломео Амманати (р. 1511), итальянский скульптор и архитектор эпохи маньеризма.
- 1695 — Жан Де Лафонтен (р. 1621), французский поэт-баснописец.
- 1794 — Анаксагор Шометт (р. 1763), французский политический деятель эпохи Великой французской революции
- 1794 — Шейх Мансур, (р. 1760), первый Имам Северного Кавказа.

### XIX век
- 1827 — Хью Клаппертон (р. 1788), шотландский исследователь Африки, пересекший Сахару с севера на юг.
- 1874 — казнён Это Симпэй (р. 1834), японский политический деятель, юрист, законодатель.

### XX век
- 1903 — Мориц Лацарус, немецкий философ, психолог, издатель и педагог[9]; муж писательницы Нагиды Руфь Лацарус[10].
- 1904
  - Степан Макаров (р. 1849), российский вице-адмирал, командующий Тихоокеанской эскадрой.
  - погиб Василий Верещагин (р. 1842), российский художник-баталист.
- 1912 — Такубоку Исикава (р. 1886), японский поэт и литературный критик.
- 1918 — погиб Лавр Корнилов (р. 1870), российский военачальник, генерал, один из руководителей Белого движения.
- 1937 — Илья Ильф (р. 1897), писатель («Двенадцать стульев», «Золотой телёнок»).
- 1941
  - Энни Джамп Кэннон (р. 1863), американская женщина-астроном.
  - Уильям Туайтс (р. 1879), канадский футболист, олимпийский чемпион (1904).
- 1945
  - Порфирий Молчанов (р. 1863), украинский и советский композитор и педагог.
  - Эрнст Кассирер (р. 1874), немецкий философ-идеалист.
  - Александр Евсеев (р. 1926), старший сержант, старший разведчик миномётного полка, Герой Советского Союза.
  - Александр Космодемьянский (р. 1925), Герой Советского Союза, брат Зои Космодемьянской.
- 1956 — Эмиль Нольде (р. 1867), немецкий художник-экспрессионист.
- 1966
  - Карло Карра (р. 1881), итальянский художник и график, представитель футуризма.
  - Жорж Дюамель (р. 1884), французский писатель.
  - Гурген Айкуни (р. 1889), армянский поэт и политик.
- 1967
  - Грета Шрёдер (р. 1891), немецкая актриса.
  - Луис Сомоса Дебайле (р. 1922), президент Никарагуа (1957—1963).
  - погибла Николь Берже (р. 1934), французская актриса театра и кино.
- 1971
  - Алексей Глазырин (р. 1922), советский актёр театра и кино.
- 1972 — Борис Курчатов (р. 1905), советский химик, лауреат Ленинской премии, брат Игоря Курчатова.
- 1973
  - Балрадж Сахни (р. 1913), индийский актёр, писатель.
  - Алексей Черкасов (р. 1915), советский писатель, прозаик.
- 1977 — Александр Родимцев (р. 1905), советский военачальник, дважды Герой Советского Союза.
- 1992 — Семён Нагорный (наст. фамилия Вайсбейн; р. 1905), советский писатель, кинодраматург, журналист.
- 1994 — Николай Крючков (р. 1911), киноактёр, народный артист СССР, Герой Социалистического Труда.
- 1997 — Индулис Зариньш (р. 1929), художник, академик АХ СССР, профессор Латвийской Академии художеств.

### XXI век
- 2004 — Аарне Сааринен (р. 1913), председатель Коммунистической партии Финляндии (1966—1982).
- 2006 — Мюриэл Спарк (р. 1918), британская писательница и литературный критик.
- 2008
  - Джон Уилер (р. 1911), американский физик-теоретик, автор термина «чёрная дыра».
  - Александр Мишарин (р. 1939), советский и российский драматург, сценарист, писатель-прозаик, актёр театра и кино.
- 2015 — Гюнтер Грасс (р. 1927), немецкий писатель, скульптор, художник, лауреат Нобелевской премии по литературе (1999).
- 2018 — Милош Форман (р. 1932), чешский и американский кинорежиссёр и сценарист.
- 2024
  - Ричард Горовиц (р. 1949), американский композитор, специализировавшийся на музыке к кинофильмам.
  - Эркин Самандар (р. 1935), узбекский советский журналист, писатель, поэт и драматург, политический и государственный деятель.
- 2025
  - Джин Марш (р. 1934), английская британская актриса, сценарист и писательница.
  - Марио Варгас Льоса (р. 1936), перуанский прозаик и драматург, публицист, политический деятель, лауреат Нобелевской премии по литературе (2010). Член Французской академии (с 2021).

## Народный календарь, приметы и фольклор Руси
Огнище, Канун пролетья, Беды с домовым, Ипатий Чудотворец.
- Ипатий — разрешитель неплодства и бесчадия.
- Молитвой к Ипатию можно остановить внутреннее кровотечение у рожениц, и приумножить женское молоко.
- Огнищанка (то есть крестьянка), рождённая в этот день, в поле уголья несла, разводила огонь, через который крестьяне проносили сохи и бороны. Была в старину и соха, которая называлась огнищевая, была она с прямым сошником, который легче прыгал через корни деревьев[11][12].